# La miel
La miel es una película española de 1979 dirigida por Pedro Masó, protagonizada por Jane Birkin y José Luis López Vázquez.

## Argumento
Don Agustín, un maestro de escuela, visita a la familia de Paco, un antiguo alumno. La madre de Paco le pide que aconseje positivamente a su hijo, a cambio de dinero. El profesor acaba aceptando presionado por su hermana, que necesita el dinero por su afición desmesurada a jugar en el bingo. Agustín empieza a frecuentar al chico, pero empieza a sospechar que su madre ejerce la prostitución.